# Ćelije (Gadžin Han)
Ćelije (em cirílico: Ћелије) é uma vila da Sérvia localizada no município de Gadžin Han, pertencente ao distrito de Nišava, na região de Zaplanje. A sua população era de 44 habitantes segundo o censo de 2011.

## Demografia
| 1948 | 1953 | 1961 | 1971 | 1981 | 1991 | 2002 | 2011 |
| ---- | ---- | ---- | ---- | ---- | ---- | ---- | ---- |
| 485  | 500  | 423  | 271  | 205  | 125  | 62   | 44   |